# Laden en lossen

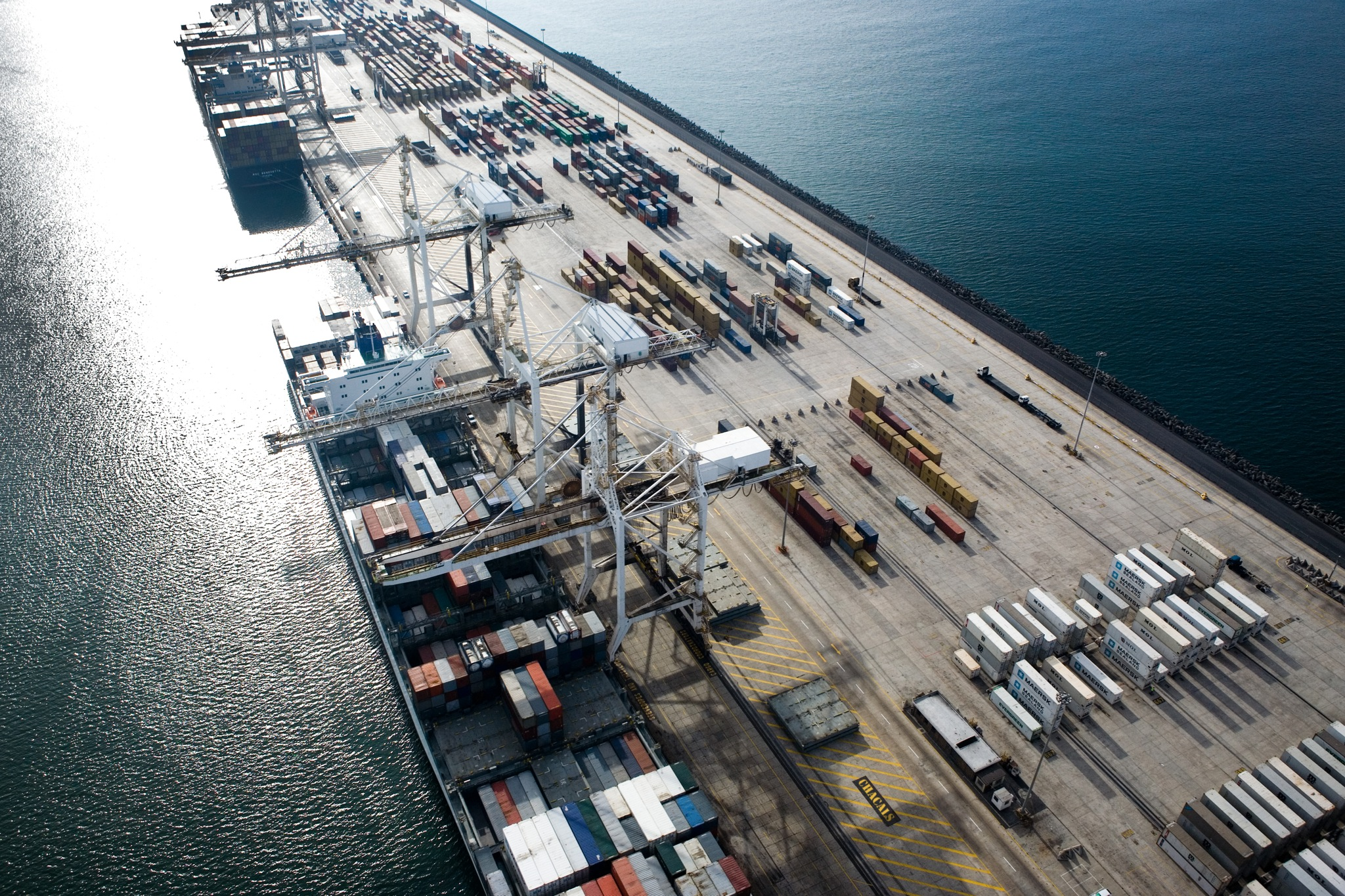
Laden en lossen van containers

Laden in de context van het goederenvervoer is het proces van vullen van een vervoerseenheid of vervoermiddel met goederen of producten. Bij dit proces kunnen, afhankelijk van het product en het te laden of te lossen vervoermiddel verschillende hulpmiddelen worden gebruikt, bijvoorbeeld een kraan. 
Voordat men stukgoederen kan laden, men noemt dit bij stukgoed meestal stuwen, is het nodig om deze te verpakken, bundelen en eventueel om te pakken. 
Het tegenovergestelde van laden is het lossen van een vervoerseenheid.
Laden en lossen zijn handelingen die niet zonder gevaar zijn. Bijvoorbeeld zijn er ladingen die brandbare gassen afstoten. Bij het laden of lossen kunnen vonken ontstaan die explosies veroorzaken. De explosiviteit van een ruimte waar zo een lading in heeft gezeten kan bepaald worden aan de hand van een explosiediagram.